# آلبرت سولویان
آلبرت سورن سولویان (ارمنی: Ալբերտ Սոլոյան، Albert Soloyаn؛ زاده ۱۹۴۹ - درگذشته ۲۶ اکتبر ۲۰۱۵) مربی دوچرخه‌سواری اهل ارمنستان بود که سرمربی تیم‌های ملی استقامت و نیمه استقامت دوچرخه‌سواری ایران بود. وی سابقه مربیگری در چندین کشور دیگر آسیایی را نیز در کارنامه ورزشی خود داشت.

## زندگینامه
آلبرت سولویان در سال ۱۹۴۹ در شهر کاپان در استان سیونیک ارمنستان به دنیا آمد؛ سولویان در سال ۱۹۷۱ از انستیتو تربیت بدنی دولتی ارمنستان فارغ‌التحصیل شد. وی در ارتش شوروی خدمت نمود. سولویان که با زبان فارسی هم آشنا بود، سال ۱۹۹۸ برای نخستین بار هدایت تیم ملی ایران را بر عهده گرفت و در بازی‌های آسیایی موفق به کسب یک طلا و یک برنز شد. سولویان پس از پایان دوره اول همکاری با ایران، در کشورهای هنگ کنگ، تاجیکستان و مالزی هم به مربیگری پرداخت. او در دوره جدید، قرار بود تا سال ۲۰۱۸ و بازی‌های آسیایی به میزبانی اندونزی در خدمت تیم ملی ایران باشد. وی متأهل و صاحب دو فرزند بود.
وی در روز دوشنبه ۲۶ اکتبر ۲۰۱۵ در سن ۶۷ سالگی در اردوی تیم ملی در ورزشگاه آزادی دچار عارضه قلبی شد و قبل از اینکه به بیمارستان منتقل شود درگذشت.

## کارنامه مربیگری
- ارمنستان (۱۹۹۷–۱۹۷۵)
- ایران (-۱۹۹۷)
- مالزی (۲۰۰۲–۲۰۰۰)
- هنگ کنگ (۲۰۰۵–۲۰۰۳)
- چین (۲۰۰۶–۲۰۰۵)
- ارمنستان (۲۰۰۸–۲۰۰۷)
- گرجستان (۲۰۱۵–۲۰۱۴)
- ایران (۲۰۱۵–۲۰۱۵) درگذشتش